# Giải thưởng Nikkei Châu Á
Giải thưởng Nikkei Châu Á (tiếng Anh: Nikkei Asia Prize) là một giải thưởng uy tín được trao cho những cá nhân, tổ chức được ghi nhận cho những đóng góp và cống hiến nhằm cải thiện cuộc sống cho người dân tại châu Á. Giải thường được hình thành và tổ chức bởi Nikkei Inc., một trong những tập đoàn truyền thông hàng đầu Nhật Bản.
Lần đầu tiên được trao vào năm 1996, giải thưởng nhằm tôn vinh các cá nhân, tổ chức có đóng góp đáng kể cho ba lĩnh vực: Kinh tế khu vực và đổi mới doanh nghiệp, Khoa học công nghệ, và Văn hóa.
Giải thưởng về Kinh tế khu vực được trao cho doanh nhân, nhà kinh tế có những sáng kiến, cải thiện các tiêu chuẩn và ổn định cuộc sống trong khu vực. Nó cũng được trao cho các doanh nhân đã phát triển thành công ngành công nghiệp và đổi mới đưa doanh nghiệp tới thành công.
Về khoa học công nghệ và môi trường, giải thưởng được trao nhằm ghi nhận những nghiên cứu khoa học và đổi mới công nghệ trong các lĩnh vực khác nhau.
Giải thưởng về Văn hóa được trao cho những cá nhân đã tạo ra sự khác biệt ở quốc gia đó và châu Á thông qua các hoạt động văn hóa, nghệ thuật, giáo dục.

## Danh sách trao thưởng

### Kinh tế và Đổi mới doanh nghiệp
- 1996: Widjojo Nitisastro
- 1997: Manmohan Singh
- 1998: Ni Runfeng
- 1999: Hứa Văn Long
- 2000: Supachai Panitchpakdi
- 2001: N. R. Narayana Murthy
- 2002: Võ Tòng Xuân
- 2003: Lee Hun-jai
- 2004: Muhammad Yunus
- 2005: Morris Chang
- 2006: Olivia Lum
- 2007: Mechai Viravaidya
- 2008: Trung tâm Hỗ trợ Pháp lý cho những Nạn nhân Ô nhiễm ở Trung Quốc thuộc Đại học Khoa học Chính trị và Luật Trung Quốc
- 2009: Kiran Mazumdar-Shaw
- 2010: Tony Fernandes
- 2011: Antonio Meloto
- 2012: Yang Yong
- 2013: Trương Gia Bình
- 2014: Devi Shetty
- 2015: Mai Kiều Liên

### Khoa học - Công nghệ
- 1996: Yuan Longping
- 1997: Hyung Sup Choi
- 1998: Viện nghiên cứu Cao su Malaysia (RRIM)
- 1999: Prof. Zhao Qiguo
- 2000: Viện Phân tử và Tế bào Sinh học Singapore
- 2001: Ho-Wang Lee
- 2002: Bộ phận Y Khoa Vi sinh, Khoa Y, Đại học Malaya
- 2003: Yang Huanming
- 2004: Yongyuth Yuthavong
- 2005: Ko Myoung Sam
- 2006: Philip Yeo
- 2007: Chang Chun-yen
- 2008: C.N.R. Rao
- 2009: Viện nghiên cứu Rừng Malaysia (FRIM)
- 2010: Chen Ding-shinn
- 2011: Maw-Kuen Wu
- 2012: Chi-Huey Wong
- 2013: Mr Tejraj Aminabhav
- 2014: Dr. George Fu Gao
- 2015: Dr. Yifang Wang

### Văn hóa
- 1996: Dara Kanlaya
- 1997: José Maceda
- 1998: Kim Jeong Ok
- 1999: Đặng Nhật Minh
- 2000: Pinyo Suwankiri
- 2001: Ủy ban Từ điển tiếng Nepal Bhasa
- 2002: Christine Hakim
- 2003: Urvashi Butalia
- 2004: Albert Wendt
- 2005: Guo Dalie
- 2006: Sophiline Cheam Shapiro
- 2007: Gopal Venu
- 2008: Ahn Sung-ki
- 2009: Laretna T. Adishakti
- 2010: Manteb Soedharsono
- 2011: Bảo Ninh
- 2012: Sybil Wettasinghe
- 2013: Vann Molyvann
- 2014: Asian Youth Orchestra
- 2015: Mae Fah Luang Foundation